# La pattuglia dei senza paura
La pattuglia dei senza paura (G-Men) è un film del 1935 diretto da William Keighley. Ha come protagonisti James Cagney, Margaret Lindsay e Ann Dvorak. È l'esordio sullo schermo per Lloyd Nolan.
Anche se non accreditato, J. Edgar Hoover, all'epoca direttore dell'FBI, fornì al film la sua consulenza per il casting.

## Trama
L'avvocato James "Brick" Davis, benché in difficoltà, rifiuta di farsi coinvolgere negli affari dei malavitosi pur se deve ringraziare proprio McKay, un membro della mafia, per aver potuto studiare. Così, quando il suo amico Eddie viene ucciso da un gangster, Davis decide di entrare nel Dipartimento di Giustizia, lasciando il suo benefattore e la fidanzata, Jean Morgan, cantante nel locale di McKay.
A Washington, Brick viene preso in antipatia dal suo nuovo capo, Jeff McCord. Il giovane ne corteggia la sorella, Kay, ma senza successo. Pur se Brick sembrerebbe la persona giusta per un nuovo caso inerente alla criminalità organizzata dato l'ambiente da cui proviene e la sua conoscenza della malavita, McCord affida invece l'inchiesta a Hugh Farrell, un vecchio agente che aveva legato con Brick al suo arrivo. I gangster uccidono l'investigatore e il caso torna a McCord e a Brick. Nel corso delle indagini, Brick - con l'aiuto di Jean, che ora si è sposata con un membro della banda di Collins, l'assassino dell'amico Eddie - scopre che la banda si trova in un rifugio che appartiene a McKay, il suo padrino. Durante uno scontro a fuoco, McKay e gran parte dei banditi restano uccisi. Ma Collins, il loro capo, è ancora in libertà e riesce a ferire Brick quando questi vuole avvisare Jean del pericolo.
Il bandito spara a Jean e rapisce Kay: Brick riesce a raccogliere le ultime parole di Jean che gli svela il piano di Collins che vuole usare Kay come ostaggio. Brick riuscirà a salvare la ragazza e a ferire a morte il suo avversario. Ora Kay accetta finalmente di sposarlo.

## Produzione
Il film fu prodotto dalla Warner Bros. Pictures (con il nome First National Pictures Inc.) con un budget stimato di 450.000 dollari. Venne girato dal 20 febbraio 1935 al 1º aprile 1935 nei Warner Brothers Burbank Studios, al 4000 di Warner Boulevard, a Burbank.

## Distribuzione
Distribuito dalla Warner Bros. Pictures (con il nome First National Pictures Inc.), uscì nelle sale cinematografiche degli Stati Uniti il 4 maggio 1935 dopo una première tenuta il 18 aprile 1935.
La pellicola fu un deliberato tentativo di contrastare il dilagare del genere gangster movie nel quale, secondo gran parte dei politici statunitensi di stampo conservatore, si celebravano eccessivamente le figure dei criminali degli anni venti e trenta. Secondo l'interpretazione di stampo conservatore, sebbene pellicole come Piccolo Cesare o Scarface - Lo sfregiato avessero intenti di condanna del crimine organizzato e avessero sempre come epilogo la morte dei protagonisti, tuttavia si celebrava nel contempo la loro vita di lusso, potere e libertà in una società profondamente colpita da una grave crisi economica e sociale.